# Straubenzell
Straubenzell (toponimo tedesco) è stato un comune svizzero del distretto di Gossau (e in precedenza del distretto di Rorschach) nel Canton San Gallo.

## Storia
Il comune di Straubenzell fu istituito nel 1803 e assegnato al distretto di Rorschach; nel 1831 passò a quello di Gossau e nel 1918 fu soppresso e accorpato alla città di San Gallo assieme all'altro comune soppresso di Tablat.

## Società

### Evoluzione demografica
L'evoluzione demografica è riportata nella seguente tabella:
Abitanti censiti

## Geografia antropica
Straubenzell comprendeva il villaggio di Bruggen e diverese frazioni, tra le quali Lachen, Vonwil, Schönenwegen, Haggen, Kräzern e Winkeln; dopo la fusione con San Gallo il territorio dell'ex comune costituisce l'intero distretto occidentale della città (Kreis West) e parte di quello centrale (Kreis Centrum): Bruggen, Lachen e Winkeln sono i tre quartieri del Kreis West.